# Шаг (единица длины)
Шаг — несистемная единица измерения длины, используемая с древности, равная расстоянию между стопами ног при движении. Использовалась с древнейших времён и частично используется до сих пор. Измерение шагами является одним из наиболее простых способов измерения расстояния, поскольку не требует никакого измерительного оборудования. Вместе с тем, подобное измерение является достаточно приблизительным. Точный размер шага различался в разное время в разных странах. 
В Древней Греции размер шага (др.-греч. βῆμα) составлял примерно 77 см. В Древнем Риме использовался «двойной шаг» (лат. passus), равный примерно 1,48 м. Тот же «двойной шаг» использовался в Италии в качестве одной из мер длины вплоть до XIX века, хотя его размер отличался от древнеримского и варьировался от региона к региону. Так, в Риме длина «двойного шага» (итал. passo) составляла примерно 1,49 м; в Венеции и Рагузе 1,74 м; в Тревизо и Удине  2,04 м. В Неаполе использовались сразу 2 «двойных шага» — «походный» (итал. passo itinerario), равный примерно 1,85 м, и «сельскохозяйственный» (passo agrario), равный примерно 1,94 м. Во Франции в XIX веке также использовался «двойной шаг» (фр. pas), но он был существенно короче, чем древнеримский и тем более итальянский и равнялся 1,1369 метров. В Соединённых Штатах один шаг (англ. pace) равен примерно 76,2 см.
В России употребление этой меры длины встречается в письменных источниках начиная с XVII века — первоначально в форме «шах». Слово «шах» происходило, по всей видимости, из южновеликорусского произношения, при переходе из которого в более северные области государства оглушенное фрикативное γ преобразовалось в х; с XVIII века употребляется преимущественно в форме «шаг». Точная величина русского шага не была кодифицирована, но подразумевалась равной одному аршину (0,7112 м). Слово «шаг» в качестве единицы длины вошло во многие русские фразеологизмы, такие как «жить в двух шагах от кого/чего-то», «один шаг до чего-то» и так далее.